# Warsy
Warsy és un municipi francès situat al departament del Somme i a la regió dels Alts de França. L'any 2007 tenia 118 habitants.

## Demografia

### Població

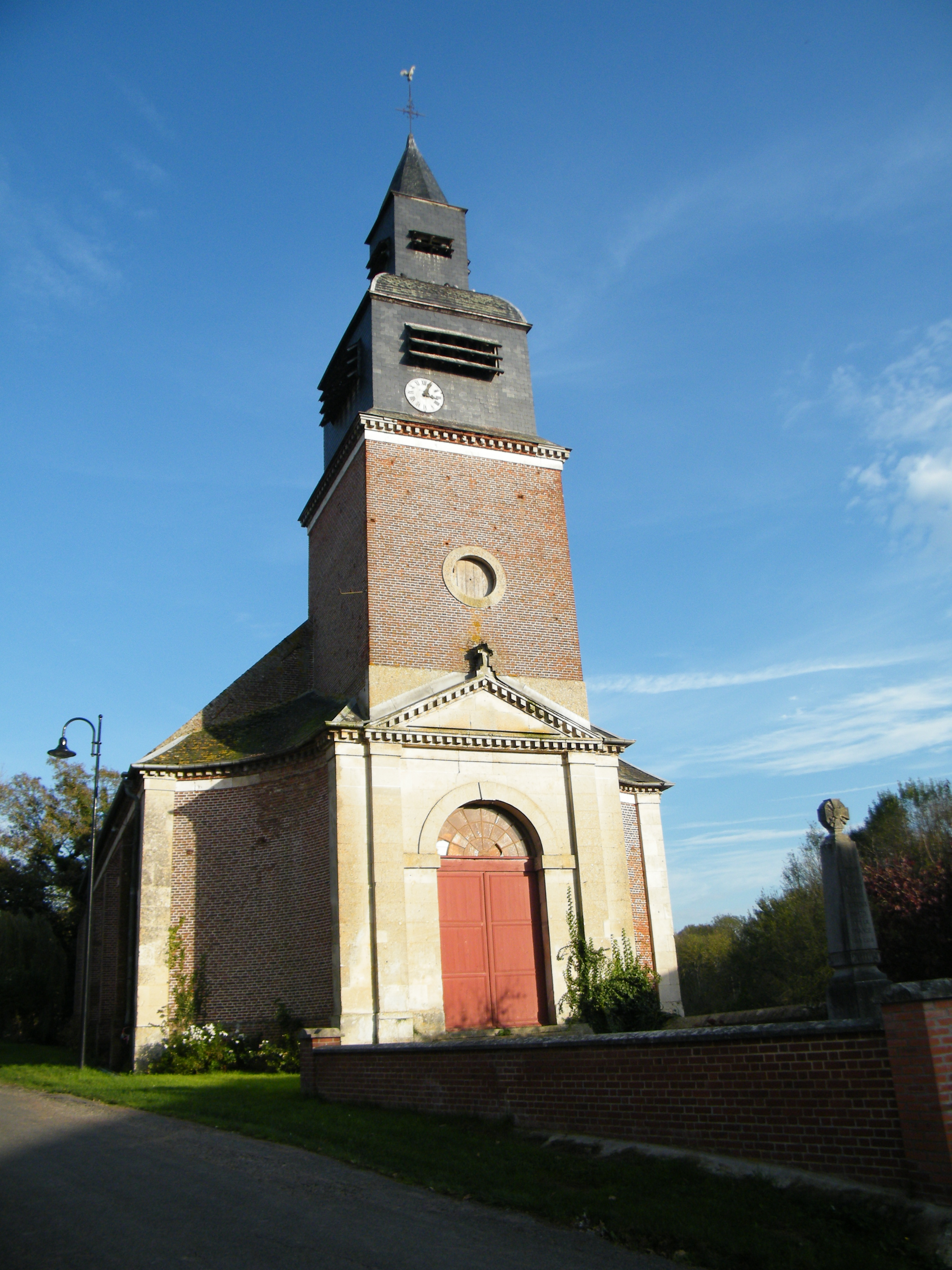

El 2007 la població de fet de Warsy era de 118 persones. Hi havia 48 famílies de les quals 12 eren unipersonals (12 dones vivint soles i 12 dones vivint soles), 12 parelles sense fills i 24 parelles amb fills.
La població ha evolucionat segons el següent gràfic:
Habitants censats

### Habitatges

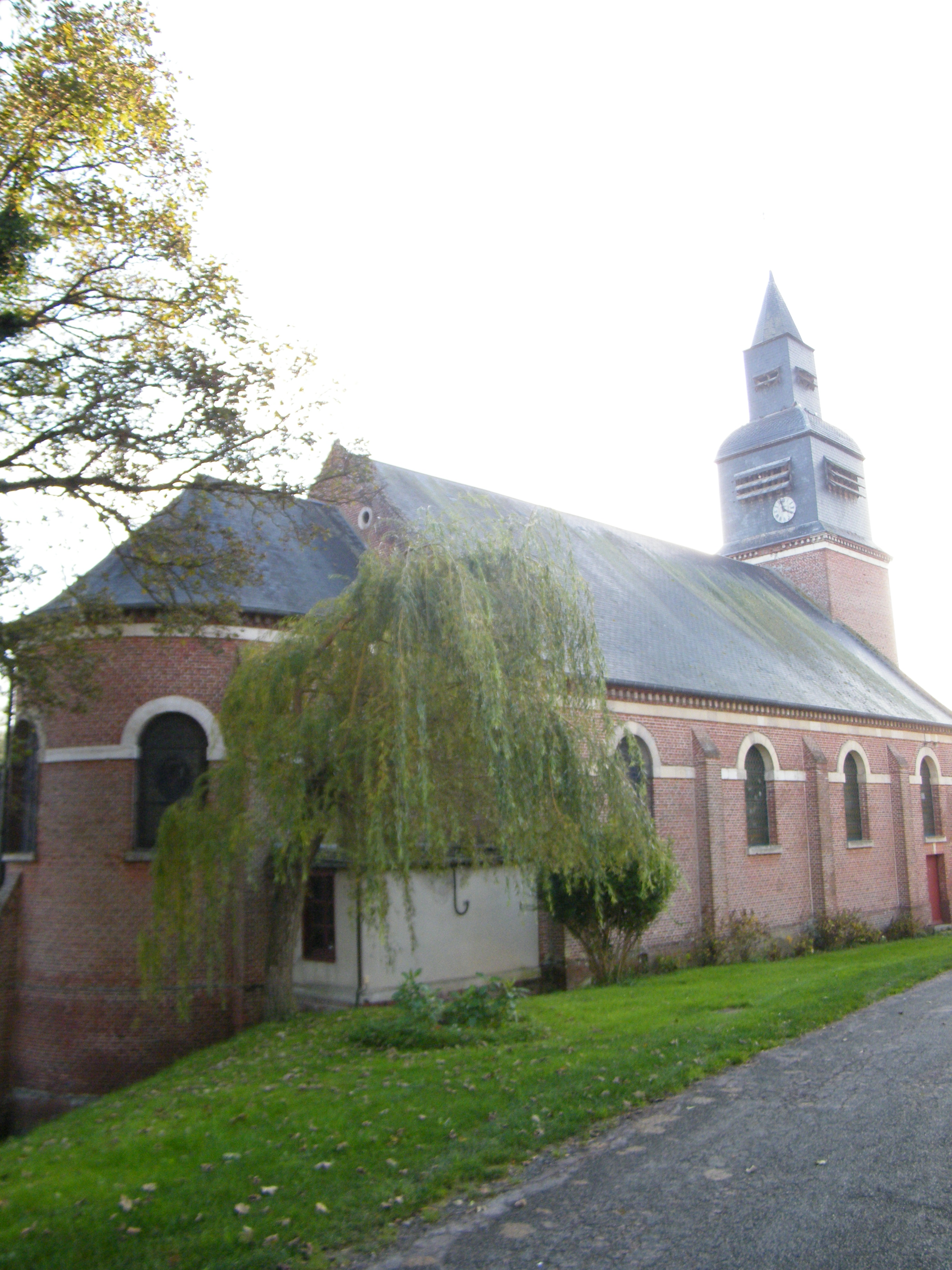

El 2007 hi havia 64 habitatges, 46 eren l'habitatge principal de la família, 14 eren segones residències i 4 estaven desocupats. Tots els 63 habitatges eren cases. Dels 46 habitatges principals, 37 estaven ocupats pels seus propietaris, 5 estaven llogats i ocupats pels llogaters i 4 estaven cedits a títol gratuït; 3 tenien dues cambres, 7 en tenien tres, 7 en tenien quatre i 29 en tenien cinc o més. 36 habitatges disposaven pel capbaix d'una plaça de pàrquing. A 15 habitatges hi havia un automòbil i a 23 n'hi havia dos o més.

### Piràmide de població

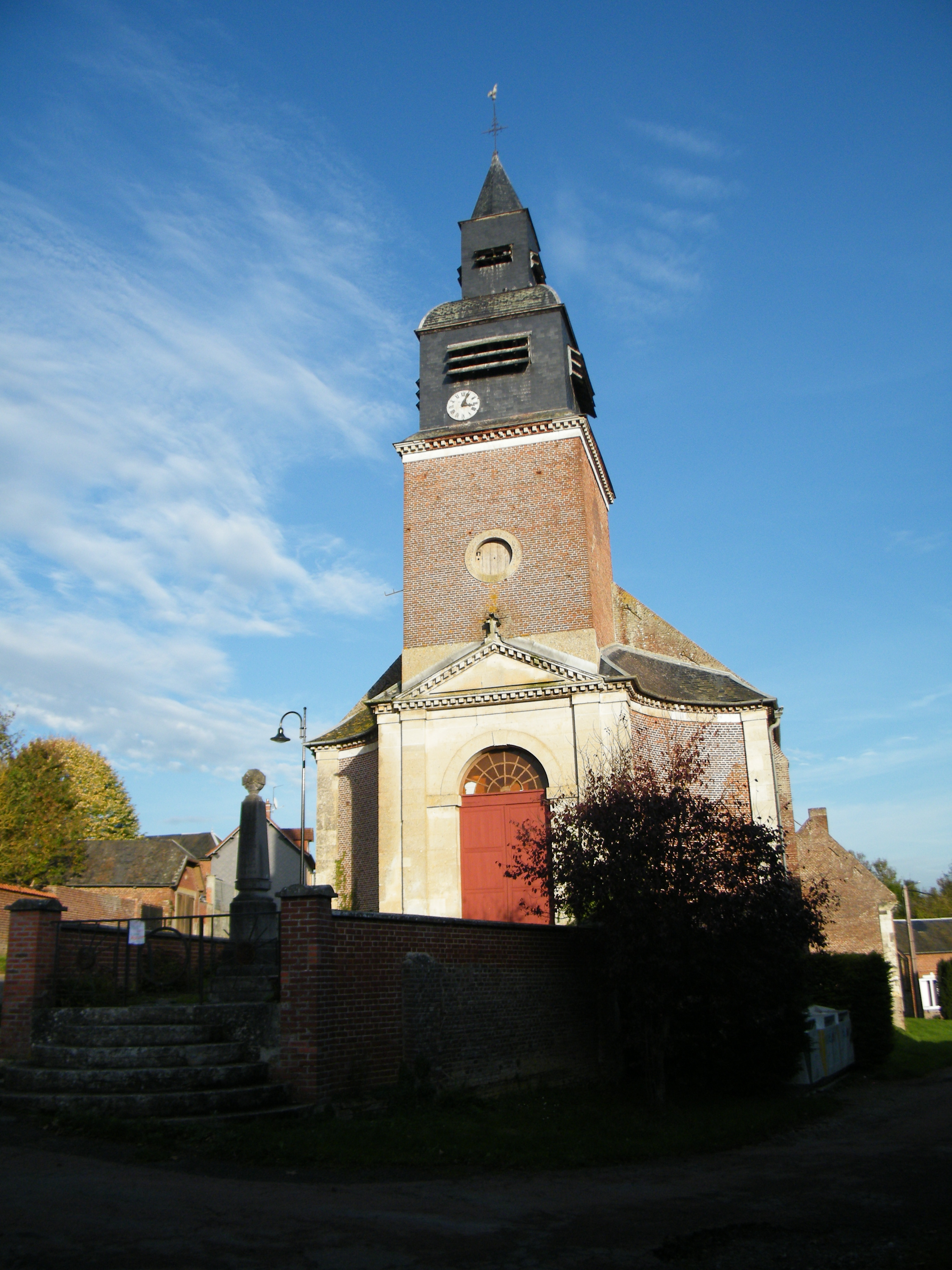

La piràmide de població per edats i sexe el 2009 era:
| Homes | Edats   | Dones |
| ----- | ------- | ----- |
| 0     | 95 o +  | 0     |
| 0     | 90 a 94 | 0     |
| 0     | 85 a 89 | 0     |
| 0     | 80 a 84 | 0     |
| 0     | 75 a 79 | 4     |
| 0     | 70 a 74 | 0     |
| 8     | 65 a 69 | 4     |
| 4     | 60 a 64 | 8     |
| 0     | 55 a 59 | 0     |
| 0     | 50 a 54 | 0     |
| 0     | 45 a 49 | 0     |
| 8     | 40 a 44 | 0     |
| 0     | 35 a 39 | 4     |
| 8     | 30 a 34 | 8     |
| 4     | 25 a 29 | 8     |
| 0     | 20 a 24 | 0     |
| 0     | 15 a 19 | 4     |
| 0     | 10 a 14 | 4     |
| 4     | 5 a 9   | 4     |
| 4     | 0 a 4   | 4     |

## Economia

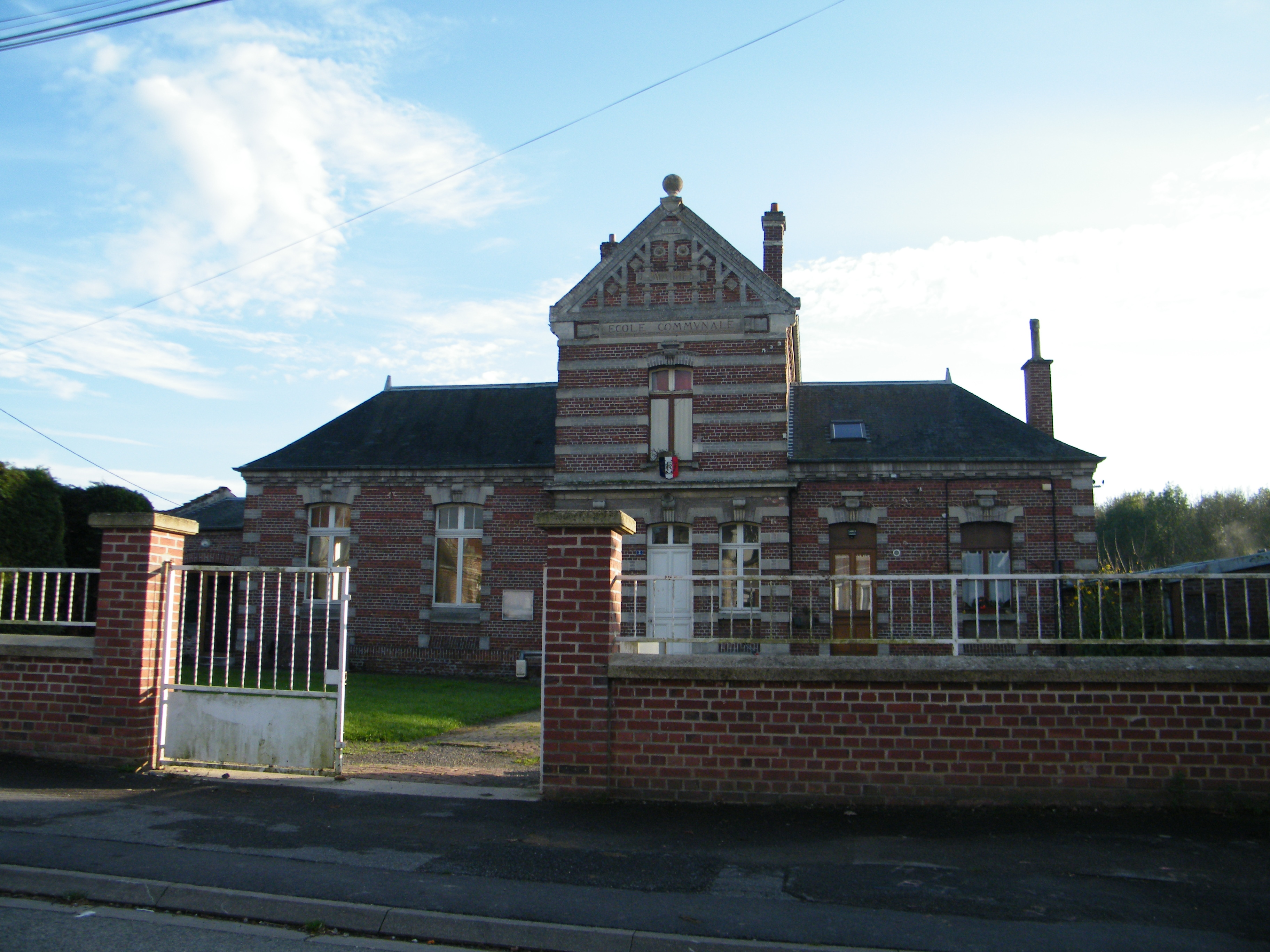

El 2007 la població en edat de treballar era de 84 persones, 65 eren actives i 19 eren inactives. De les 65 persones actives 61 estaven ocupades (32 homes i 29 dones) i 4 estaven aturades (3 homes i 1 dona). De les 19 persones inactives 1 estava jubilada, 10 estaven estudiant i 8 estaven classificades com a «altres inactius».
Activitats econòmiques
Dels 2 establiments que hi havia el 2007, 1 era d'una empresa d'hostatgeria i restauració i 1 d'una empresa immobiliària.
L'any 2000 a Warsy hi havia 3 explotacions agrícoles.

## Poblacions més properes

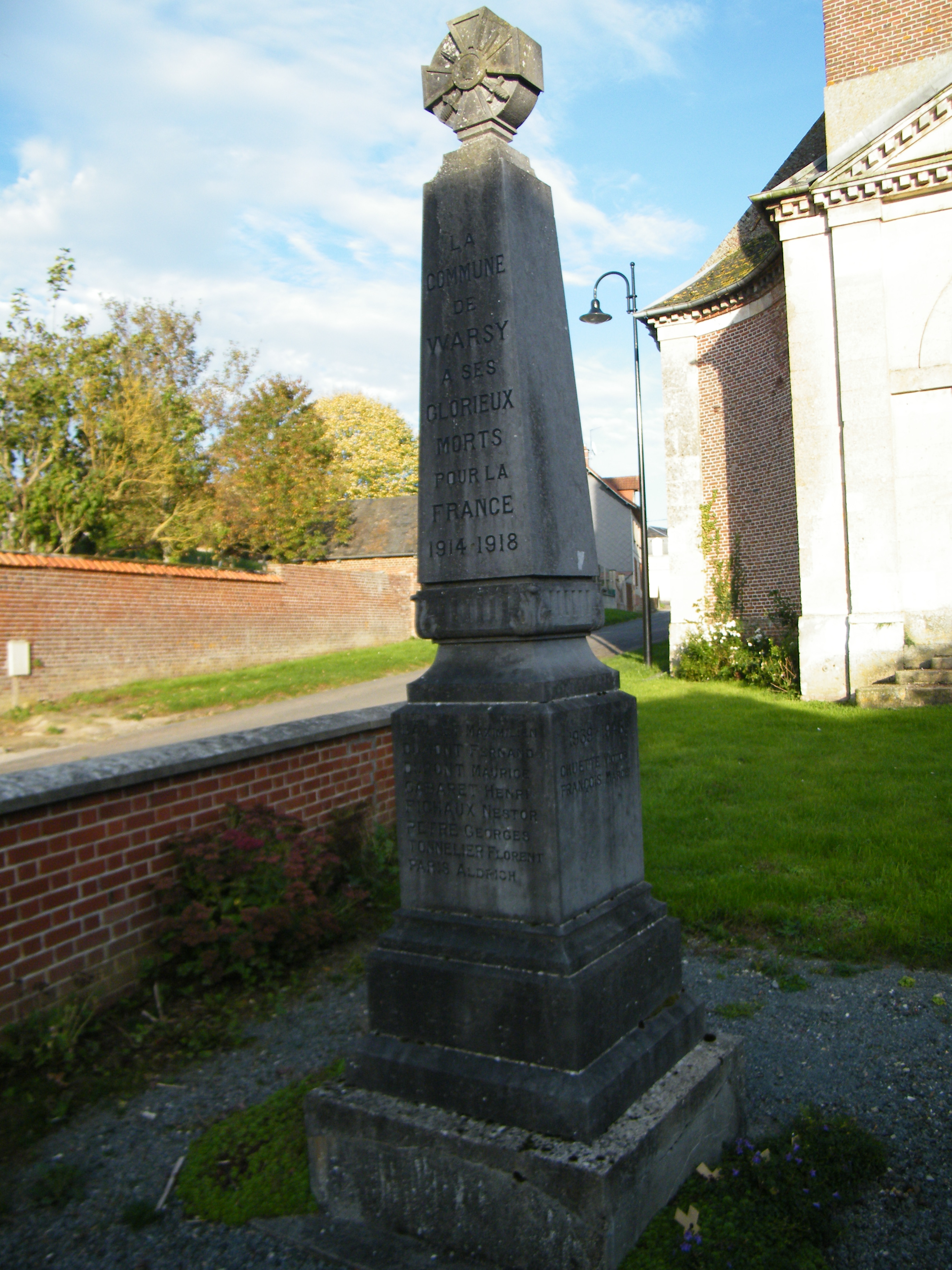

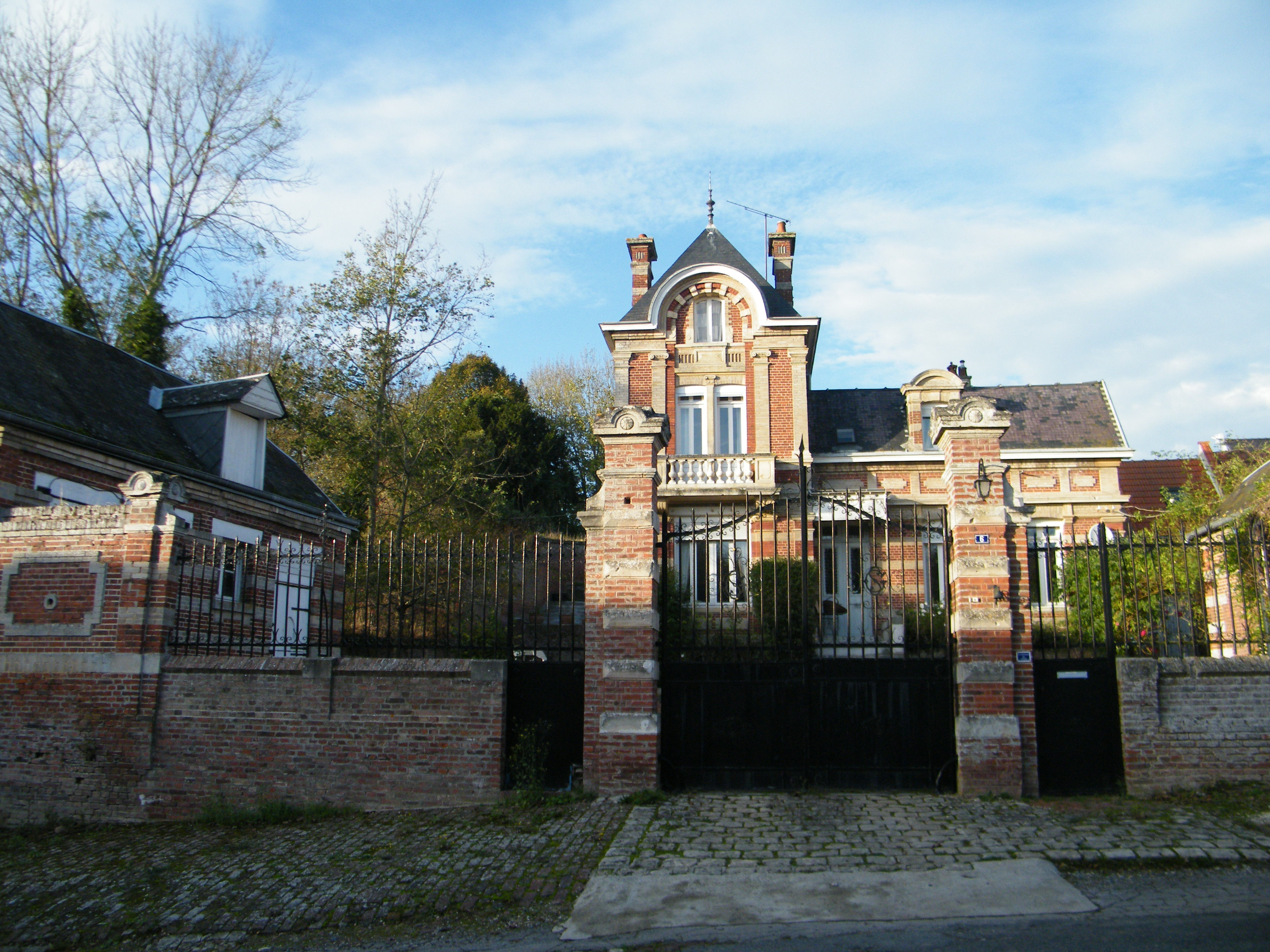

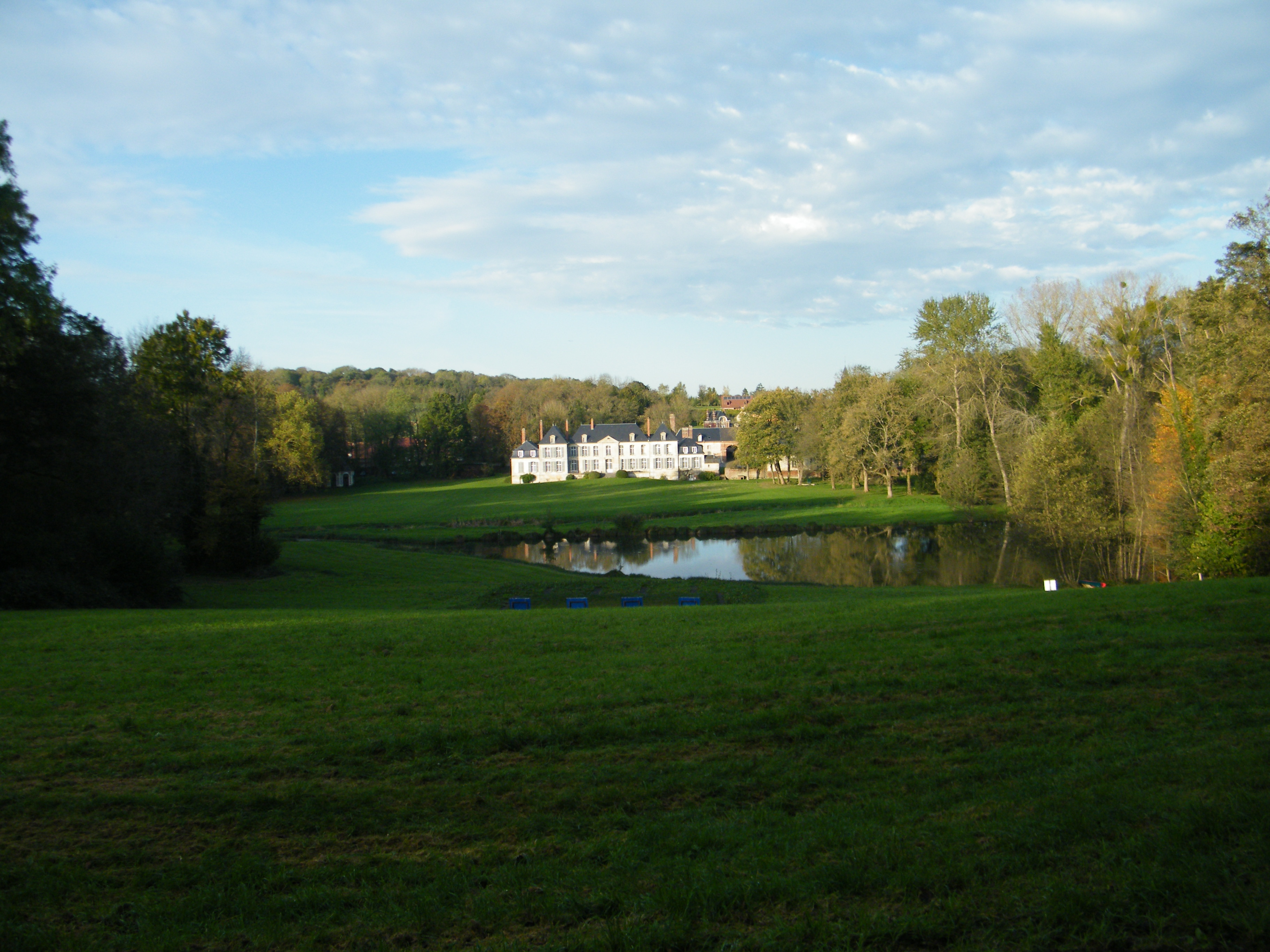

El següent diagrama mostra les poblacions més properes.